# Taronga Zoo
Taronga Zoo er en offentlig zoologisk have i Sydney, New South Wales, Australia, beliggende i forstaden Mosman ned til Sydney Harbour. Taronga er et Aboriginsk ord, som betyder "smuk udsigt".
Taronga Zoo er en af Sydneys mest besøgte turistattraktioner. Den åbnede officielt 7. oktober 1916. Taronga Zoo Sydney administreres af Zoological Parks Board of New South Wales under navnet Taronga Conservation Society sammen med Taronga Western Plains Zoo i Dubbo.
Haven er inddelt i zoogeografiske regioner på 28 hektar jord. Taronga Zoo har mere end 5.000 dyr fordelt på mere end 350 forskellige arter. Udover at fungere som en traditionel zoologisk have arbejder Taronga Zoo også med forskning, uddannelse og naturbevarelse.
Det er muligt at sejle til haven med færge fra Circular Quay i det centrale Sydney.

## Historie
Royal Zoological Society of New South Wales åbnede den første offentlige zoologiske have i New South Wales i 1884 ved Billy Goat Swamp i Moore Park tæt på Sydneys centrum, hvor skolerne Sydney Boys High School og Sydney Girls High School nu ligger. Den første direktør for Taronga Zoo, Albert Sherbourne Le Souef, blev inspireret af et besøg til Tierpark Hagenbeck i Hamburg i 1908, til en ny zoologisk have uden tremmer. Regeringen i New South Wales erkendte, at stedet i Moore Park var for lille og reserverede 17 hektar til en ny zoologisk have nord for Sydney Harbour. Yderligere 3,6 hektar blev tilføjet i 1916. 228 pattedyr, 552 fugle og 64 krybdyr blev flyttet fra Moore Park til Taronga. Mange af dyrene, inklusiv elefanterne, blev sejlet på en pram over Sydney Harbour. Den nye zoologiske have åbnede for offentligheden 7. oktober 1916. Allerede inden den officielle åbning var Taronga Zoo dog blevet besøgt af 120.000 skolebørn fra offentlige skoler i Sydney, som havde fået gratis adgang.
Ved åbningen havde haven sælanlæg, elefanttempel, abegrotter og volierer, ligesom den øvre hovedindgang også stod færdig. Anlæggene var bygget med kunstige klipper og voldgrave til at holde dyrene indespærrede. Den lille bro "Rustic Bridge" stod også færdig. Dengang var det på en lidt afsides romantisk sti.
I de første år havde haven mange andre tilbud til gæsterne. Der var picnic-områder, orkester, legeplads, en manege til optrædender med dyr og rideture på elefanter. I 1923 kom der et nyt girafanlæg, i 1927 et akvarium og i 1939 et anlæg til tigre.
Fra 1941 til 1967 var forretningsmanden Edward Hallstrom formand for bestyrelsen for Taronga Zoo. Han dedikerede en stor del af sin tid til haven og donerede også store beløb til Taronga Zoo. I hans tid kom der mange flere dyr og fugle i haven. Flere af voldgravene rundt om anlæggene blev fyldt op, så man kunne komme tættere på dyrene. Der blev bygget mange mindre bure med betongulve og tremmer, som var nemmere at gøre rent. Det var en helt anden tilgang til haven end i 1916. Der kom efterhånden mere og mere kritik af Hallstroms ledelsesstil og i 1967 blev han presset til at fratræde.
Efter 1967 kom der fokus på forskning, naturbevarelse og uddannelse. Nye anlæg blev bygget til næbdyr og andre natdyr, damme til vandfugle og et tropehus til fugle, hvor besøgende kunne gå mellem fuglene. Et veterinært karantænecenter såvel som et uddannelsescenter blev også bygget. Gamle attraktioner som elefantridning, modeltog, abecirkus og karrussel måtte vige pladsen til en australsk farm og et sælteater.
En gondolbane blev bygget i 1987. Den går fra færgehavnen i bunden af parken og transporterer besøgende til den øverste del af haven. Banen lukkede midlertidigt i 2023 men genåbner i 2025.
Taronga Zoo har som den eneste zoo i verden haft søleoparder. Søleoparderne lever ved Antarktis, men kommer i sjældne tilfælde op til Australiens kyster i de sene vintermåneder. Fra 1999 - 2014 havde Taronga Zoo tre forskellige søleoparder. De blev alle tre på forskellige tidspunkter fundet syge, underernærede eller sårede på strande i og tæt på Sydney. Det blev frarådet at sætte dyrene ud igen, da man var bange for at skulle overføre sygdomme til den skrøbelige vilde bestand ved Antarktis. Dyrene blev videnskabeligt studeret af forskere fra Australian Marine Mammal Research Centre (AMMRC). Et nyt anlæg blev bygget til søleoparderne i 2008. Den sidste af søleoparderne døde i 2014, og anlægget bruges i dag til australske søløver, californiske søløver og new zealandske pelssæler.

## Naturbevarelse
Taronga Zoo deltager i flere programmer for at bevare dyrearter og naturområder i Australien såvel som internationalt. Siden 2016 har haven fokuseret på bevarelsen af 10 truede arter. Det er 5 australske arter: kongehonningæder, sydlig corroboree-frø, havskildpadder, næbdyr og stor kaninpunggrævling. Dertil kommer 5 arter fra Sumatra: sumatranæsehorn, sumatratiger, asiatisk elefant, malajbjørn og malajskældyr.
Taronga Zoo har opdrættet mere end 200 kongehonningædere, som er sluppet løs i levestederne i Victoria og New South Wales.
- Kongehonningæder
- Sydlig corroboree-frø
- Stor kaninpunggrævling
- Malajbjørn